# Associação Ucraniana de Futebol
A Associação Ucraniana de Futebol (em ucraniano: Українська асоціація футболу, transl. Ukraïnska Asotsiatsiya Futbolu, UAF) é o órgão que dirige e controla o futebol da Ucrânia, comandando as competições nacionais e a Seleção Ucraniana de Futebol. A sede deste órgão está localizada na capital do país, Kiev.